# Inkhundla Mangcongco
L'Inkhundla Mangcongco è uno dei sedici tinkhundla del distretto di Manzini, nell'eSwatini.

## Geografia antropica

### Suddivisioni amministrative
L'Inkhundla è suddiviso nei 5 seguenti imiphakatsi: Dwalile, Mafutseni, Mangcongco, Ncabaneni, Sandlane.